# Fakanau

Un fakanau (que significa «hechizos») es una danza tradicional masculina de Tuvalu, acompañada de cantos y palmas rítmicas.
Los cantos y bailes Fakanau son típicos de las islas Niutao y Nukufetau de Tuvalu, antiguamente conocidas como las Islas Ellice, un grupo de nueve islas coralinas de baja altitud en el Pacífico central que están habitadas por gente de la Polinesia. Fakanau se describe como que tiene «una melodía que está entre el habla y el canto [que] es interpretada mientras los bailarines están parados sobre sus pies.» Los ejemplos incluyen Te onge ne tupu ia Kiollli, Neutuakina te vao i napanapa, y Ko na fakanau nei e kamata ifo mai gauta oi fakaholo atu ai ki gatai kafai kafai te vaka e hoho ifo ki ki gatai. Otras danzas dentro del género incluyen el mako, la fakaseaseasea, la fatele, el lue y el oga.

## Forma
Los bailarines masculinos actuaban alrededor de un círculo, en posición sentada, con los brazos, las manos y los gestos de la parte superior del cuerpo, y todos cantaban. Un viejo maestro de baile, en el centro del círculo, mantenía el ritmo. En Niutao, sin embargo, los bailes se realizaban de pie o de rodillas. Fakanau y fakaseasea, otra forma de canto y baile interpretada por los tuvaluanos, se componían específicamente como recuerdo de la regla de un aliki o toa y en alabanza de la construcción de canoas, la construcción de casas y la buena pesca, además de su valentía y riqueza. Los eventos fueron realizados para una celebridad de la comunidad y después de obtener su permiso, las canciones de Fakanau o fakaseasea fueron especialmente compuestas y las danzas coreografiadas por bailarines. Los cantos y bailes de alabanza a la celebridad se realizaban en presencia de su familia y parientes; la comida y otros objetos recogidos para la ocasión eran a su vez presentados por el homenajeado, que honraba al compositor y a los bailarines. Una práctica común durante un Fakanau es gritar hechizos, invocaciones o llamamientos. Más rápido que el fakaseasea y el fatele moderno, el baile se realizaba como entretenimiento y para ceremonias que se realizaban en el faleaitu. Sin embargo, el Fakanau sería interpretado en fragmentos durante la noche en lugar de un único baile. El contenido de las danzas ha sido descrito como «encantamientos en la pesca, una especie de monólogo dramático -llamando a los peces, suplicando, encantando, incluso abusando- a medida que se representan los estados de ánimo».

## Género
El fakanau y otras danzas del género, como el mako y la fakaseasea, son raramente interpretadas hoy en día, y cuando lo hacen, es por sus cualidades «antiguas». El tipo de danza fakanau de Ellice es similar al lue y al sea de Ontong Java. El fakanau se puede comparar con el oga, un baile típico de las mujeres, que también incluía canciones y se interpretaba sentado o arrodillado. En 1992, Hoëm clasificó el fakanau como un género «instrumental», mientras que el kakai («cuentos populares») se clasificó como entretenimiento recreativo; los dos se consideran polos opuestos.

## Historia
En un tiempo, esta forma de danza se realizaba en lugares de culto, conocidos como faleaitu (que significa «casa de los dioses») como expresión de gratitud a los dioses y también durante las actividades de la comunidad. Con el paso del tiempo, muchos de los bailarines de Fakanau se ganaron un alto grado de respeto en sus comunidades gracias a sus habilidades de baile. Considerado como un baile malvado, el fakanau finalmente desapareció.
El profesor Gerd Koch, antropólogo y etnomusicólogo y autor del libro Songs of Tuvalu, revivió un fakanau en 1960 entre los isleños de Niutao. Influenciado por los primeros misioneros, el canto había sido olvidado por los isleños. La sencilla canción fue cantada como una dedicación al viaje del Niutao, remando en una gran canoa, conocida en el idioma local como «vaca lasi», hacia el mar durante la marea alta. Durante esta etapa de marea, se encontraron con otra canoa. A la altura de la marea se encontraron con otra canoa similar con hombres que al ser aclamados no respondían. Los Niutao estaban muy perturbados por la falta de respuesta de la otra canoa y por lo tanto suponían que los hombres de la otra barca eran dioses. Luego, con prisa, remaron hasta su pueblo.
Te foe, te fo fo kia atua!.
¡El remo, el remo de los dioses!
Te foe, te fo fo kia tagata!
¡El remo, el remo de los hombres!
Pili te foe, mau te foe"
¡Toma la remo, agarra el remo!
E, taku foe! E, taku foe!.
¡Oh, mi remo! ¡Oh, mi remo!"
Esta canción fue revivida, por iniciativa de Koch, por los ancianos de Niutuao. Consideraban esta canción como un antiguo legado de sus antepasados. Tinilau Matolu, un hombre de 83 años (nacido alrededor de 1877), dijo que lo había aprendido en 1902 de Kaisami, Tepae, Temaalo y Poulasi, que eran mayores que él. La canción fue ensayada durante 11 días por Tinilau y sus viejos amigos, cuya edad promedio era de 67 años. Lo pusieron a un ritmo rápido en tres versos con palmas rápidas en apoyo de la canción. La versión final fue cantada el 13 de septiembre por 18 hombres (su edad media era de 56 años) con Katea (52 años de edad y que habían visitado las islas Samoa y Fiyi, (como miembro de la tripulación de un barco) a la cabeza. Grabaron la canción con gran entusiasmo. La canción se convirtió en una furia, como la música pop, tanto entre los ancianos como entre los jóvenes de Niutao, incluidos los niños, durante varios meses. Se realizó una película de 16 mm en octubre de 1960. En julio de 1963, la canción fue regrabada con seis ancianos cantando. También se grabaron y transmitieron por Radio Tuvalu varias canciones de danza kakanau relacionadas con el amor y el dios.